# Oud Kasteel van Petegem

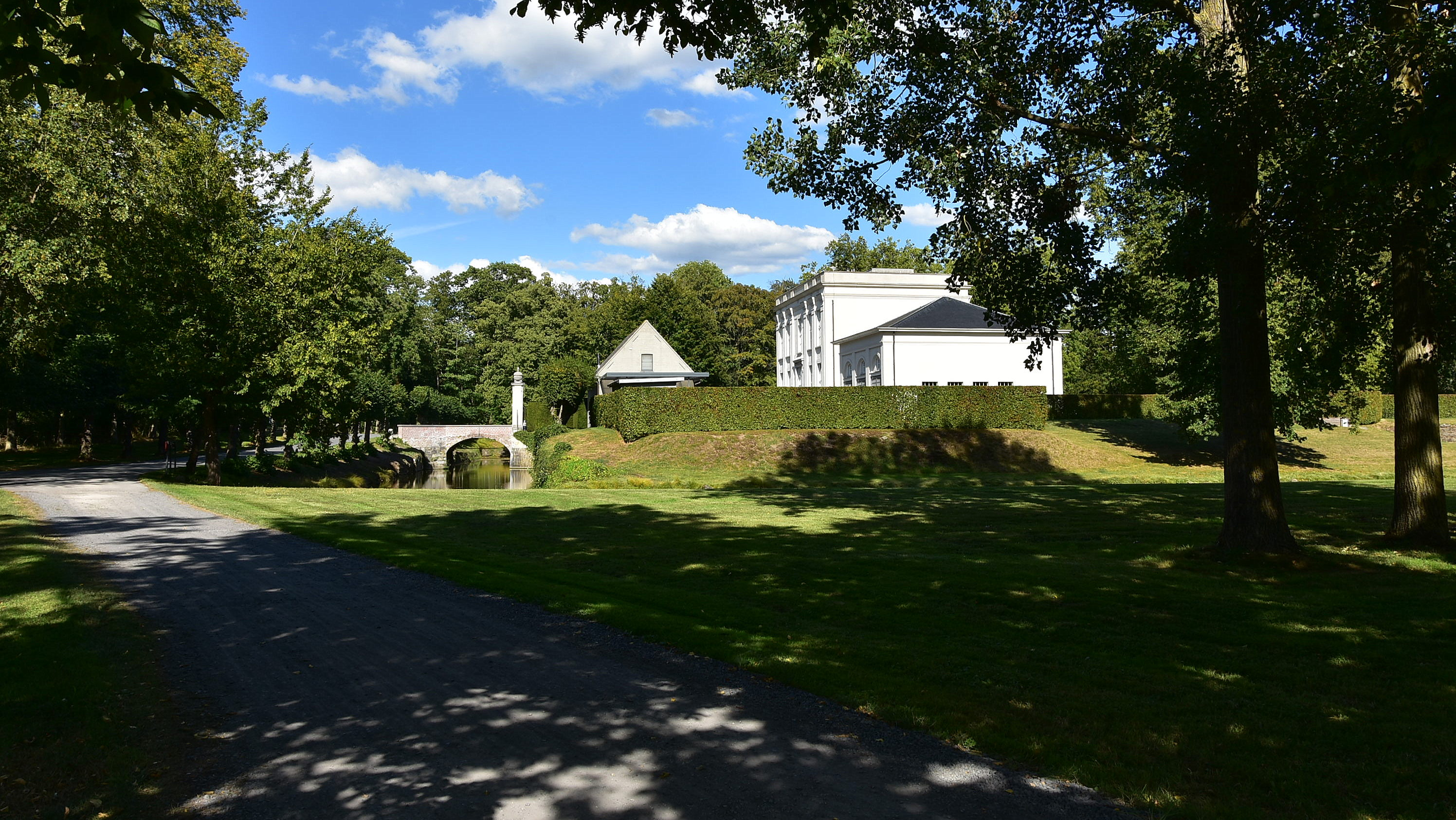
Het Oud Kasteel van Petegem

Het Oud Kasteel van Petegem is een kasteel in Petegem-aan-de-Schelde (Wortegem-Petegem). Het was voorheen een omgracht kasteel gelegen op linkeroever van Het Anker, een nu afgesneden Scheldemeander. 

## Bouwgeschiedenis
Tijdens de vroege middeleeuwen bevond zich hier de ruïne van een van de oudste kastelen van Vlaanderen. Een diploma geschonken door Karel de Kale in 864 wijst er op dat deze burcht door de Frankische koningen van het tweede vorstenhuis werd bewoond. Gwijde van Dampierre verbouwde er de aloude burcht tot een kasteel.
"'t Oud Kasteel" werd in 1789-1790 gebouwd op de ruïnes van de versterkte burcht in opdracht van Judocus Clemmen. Het rechthoekige bak- en natuurstenen bepleisterde gebouw in Louis XVI-stijl werd geflankeerd door koetshuizen (ten westen van het kasteel bleven ze bewaard). In 1847 werd naast het oude kasteel het Nieuw Kasteel van Petegem opgetrokken. Na beschieting in de Eerste Wereldoorlog (1918) werd het kasteel grotendeels gesloopt. De resterende bouwlaag werd aangepast met een pannen zadeldak en zijtrapgevels.

## Galerij

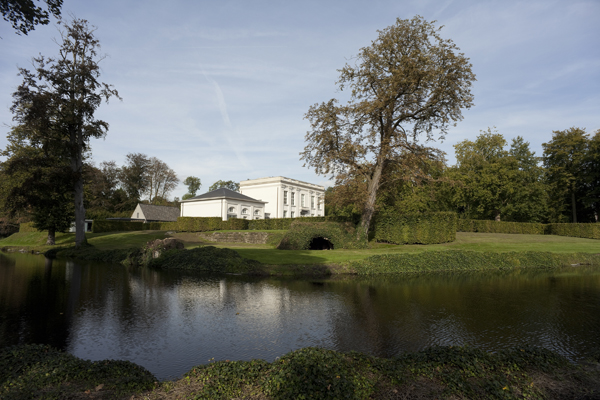
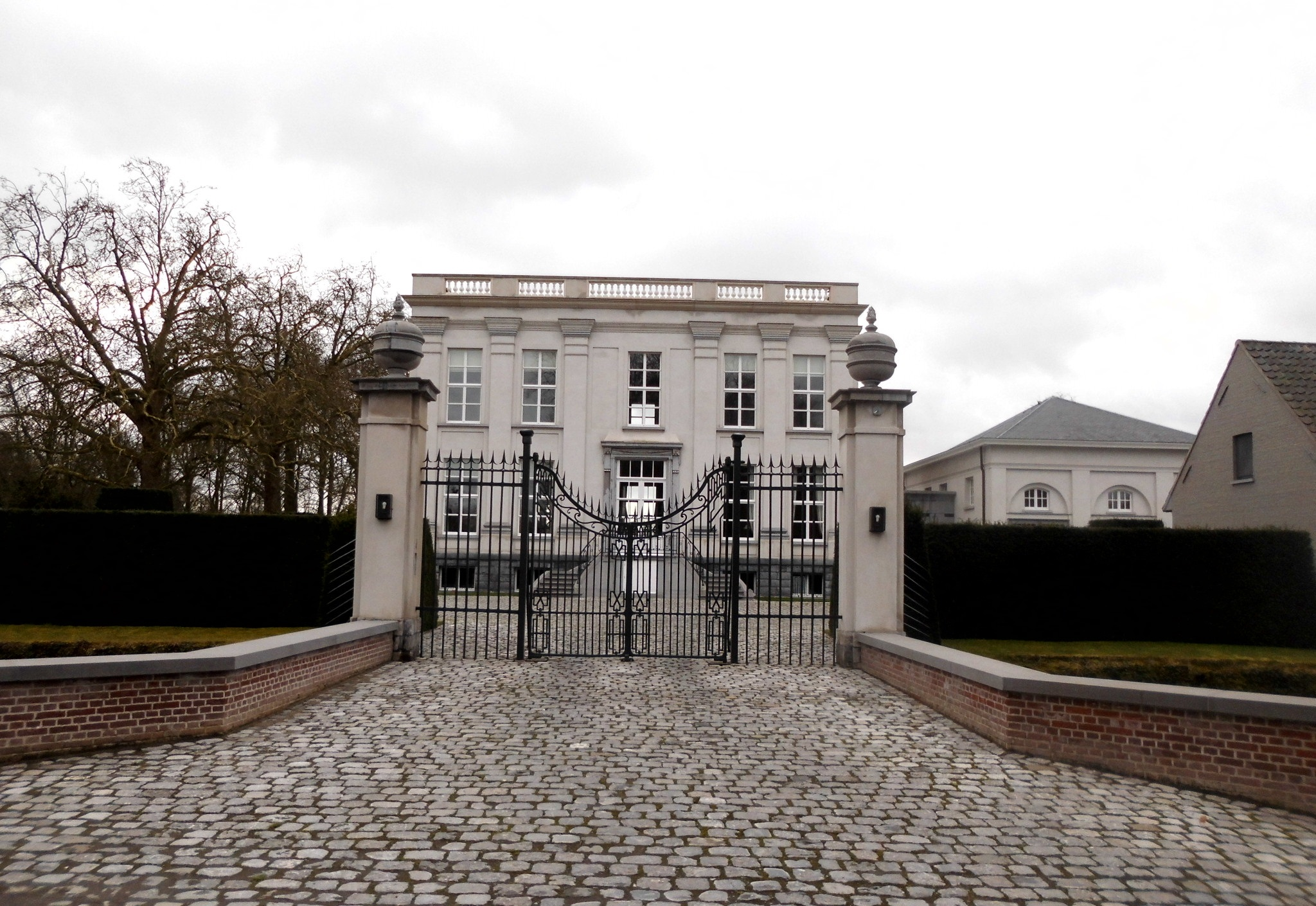